# Hassan Ibn Tabet-moskee
De Hassan Ibn Tabet-moskee (of Hassan Ebno Tabet-moskee) is een Belgische moskee in Marokkaanse traditie te Genk.

## Geschiedenis
De moskee werd gesticht door de Marokkaanse Islamitische en Culturele Vereniging Winterslag. Het gebouw is genoemd naar Hassan ibn Thabit, dichter en metgezel van Mohammed. Ze werd geopend op 26 mei 2002.

## Beschrijving
De moskee is gelegen aan Noordlaan 133 in de Genkse wijk Winterslag. Het bouwwerk heeft een modernistische uitstraling, al zijn de basiskenmerken van een Marokkaanse moskee, zoals een stompe, vierkante minaret, goed te zien. Hier wordt de minaret bekroond door enkele kubussen, waarbovenop zich een koepel bevindt. Inwendig zijn een aantal andere kenmerken te vinden, zoals de plafondversiering met ornamenten in pleisterkalk, die met behulp van mallen werden vervaardigd en vervolgens op het plafond werden vastgezet. Dan is er het betrekkelijk lage plafond met vele pilaren.
Naast de centrale gebedsruimte bevat de moskee ook een aantal ruimten voor sociale activiteiten, een bibliotheek en dergelijke.